# Kia Sportage
De Sportage is een automodel van het Zuid-Koreaanse automerk Kia. In 1993 rolde de eerste Sportage van de band (eerste generatie), sinds 2021 is de vijfde generatie Sportage op de markt. Sinds de overname in 1998 van Kia door Hyundai Motor Company wordt de Sportage ontwikkeld naast de Hyundai Tucson. Sinds de vijfde generatie wordt de Sportage uitgebracht in twee verschillende lengtes en wielbases, afhankelijk van de afzetmarkt.
De Sportage is sinds 2016 wereldwijd het best verkopende Kia model. In 2018 rolde de 5 miljoenste Sportage van de band. In de Kia line-up zit de Sportage tussen de Kia Niro en de Kia Sorento.

## Eerste generatie (NB; 1993 - 2002)
De eerste generatie van de Sportage werd geïntroduceerd in 1993. Het platform van deze Sportage was hetzelfde als dat van de Mazda Bongo. Naast het platform zaten er nog vele andere Mazda-onderdelen zoals de motor en de transmissie in de Sportage. Later ging de Sportage onderdelen delen met Hyundai.
De Sportage was in 1998 de eerste productieauto met een knie-airbag.
De modellen van de eerste generatie die bedoeld waren voor de Europese markt werden geproduceerd in Duitsland, de modellen voor de rest van de wereld werden geproduceerd in Zuid-Korea.
De eerste generatie van de Sportage is nooit een verkoopsucces geweest. De verkoop ervan stopte in de VS in 2002 en in de rest van de wereld in 2003 behalve in Pakistan daar werd de Sportage nog verkocht tot in 2004.

## Tweede generatie (JE/KM; 2004 - 2010)
Na twee jaar zonder Sportage kwam Kia in 2004 met de tweede generatie van de Sportage. De tweede generatie Sportage was een stuk groter dan de eerste generatie. Het ontwerp van de Sportage werd in mei 2008 opgefrist en slechts enkele maanden later in begin 2009 al opnieuw. Midden 2010 kwam de derde generatie van de Sportage op de markt.

## Derde generatie (SL; vanaf 2010-2015)
De derde generatie van de Kia Sportage werd begin 2010 gepresenteerd op het autosalon van Genève en ging enkele maanden later in productie. Er zijn een aantal nieuwe functies bij gekomen, zoals een automatische kofferbak, die vanaf de sleutel-afstandsbediening en vanuit de bestuurdersstoel regelbaar is.

## Vierde generatie (QL; vanaf 2015)
Op de Frankfurt Motor Show in 2015 werd de vierde generatie Sportage gepresenteerd. De vierde generatie kwam in 2016 op de Europese markt.
De vierde generatie is uitgebracht in een benzine motor (1,6 liter) en twee diesel motoren (1,7 en 2,0 liter) met keuze uit handgeschakeld en automaat en keuze uit voorwielaandrijving (FWD) en vierwielaandrijving (AWD).
In Nederland waren de volgende afwerkingsniveaus beschikbaar: ComfortLine, DynamicLine, DynamicPLusLine, GT-Line en GT-PlusLine.

In België waren dat: Must, More, GT Line en GT Line Lux. De Aziatische traditie wil dat je een niveau hoger moet gaan als je bepaalde opties op je Sportage wilt. De optielijst zelf is beperkt tot metaalkleur en een panoramadak. De Must, More en GT Line kende nog wel enkele optiepakketten.

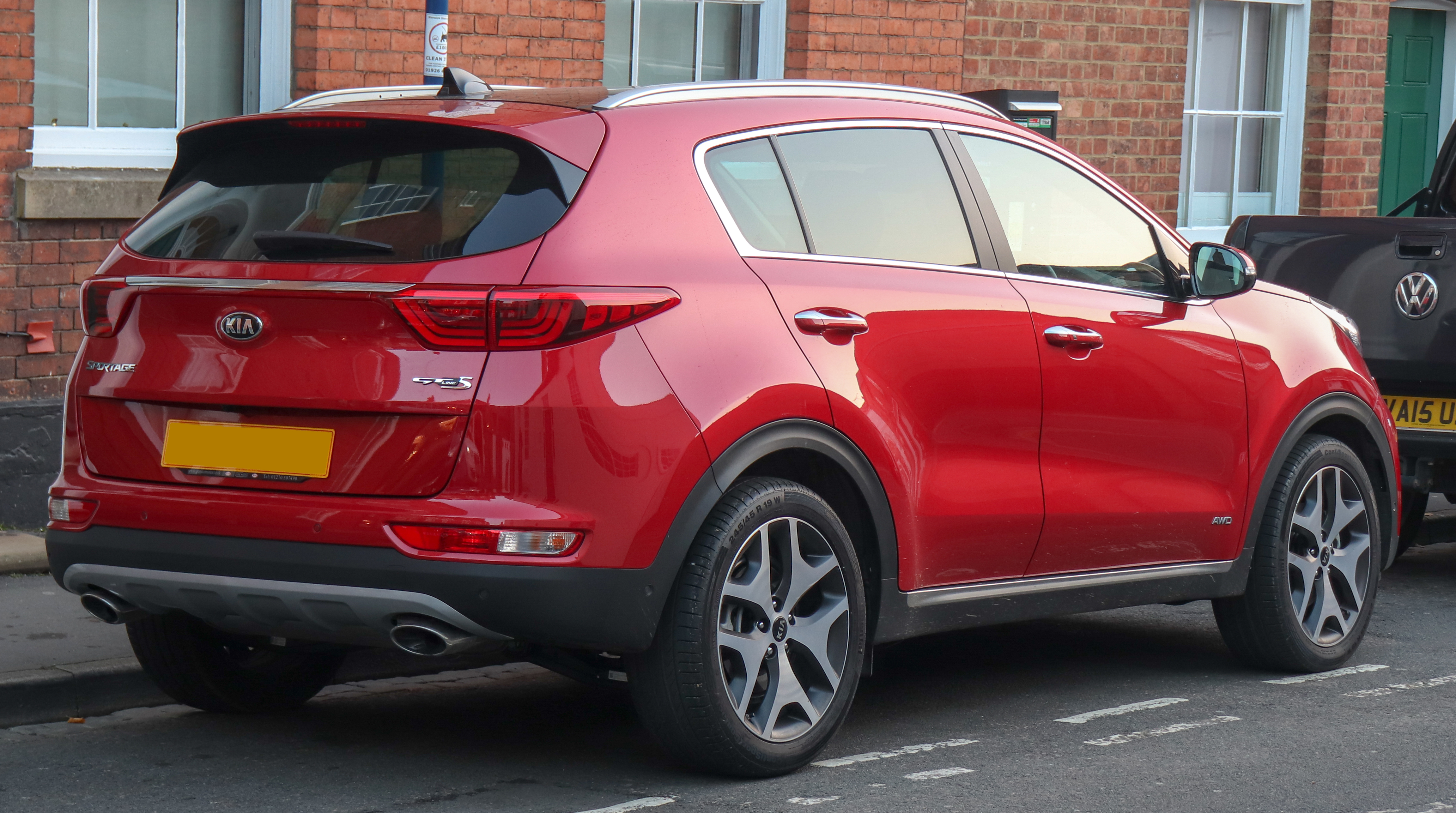
Achterzijde
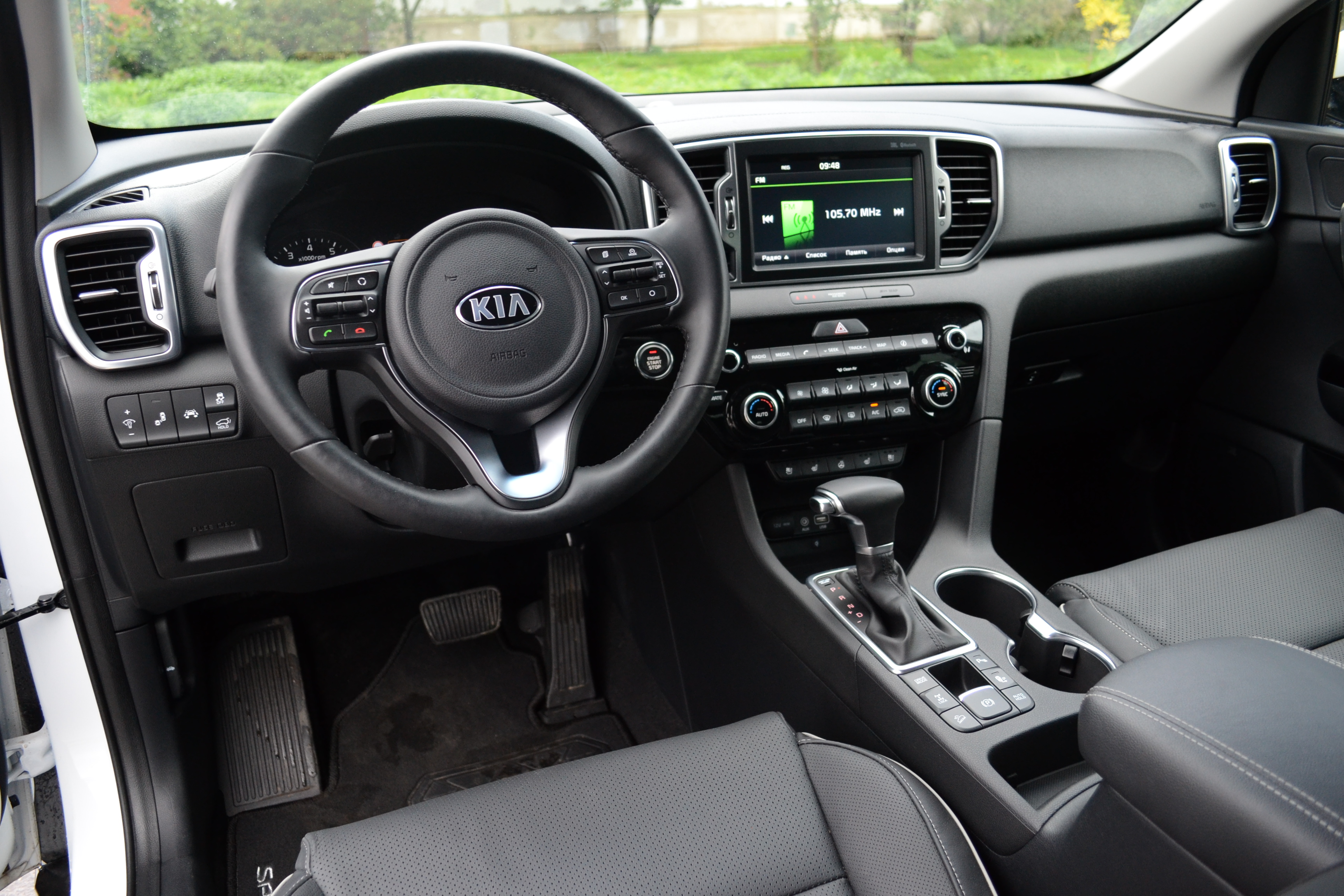
Interieur

#### Na de Facelift

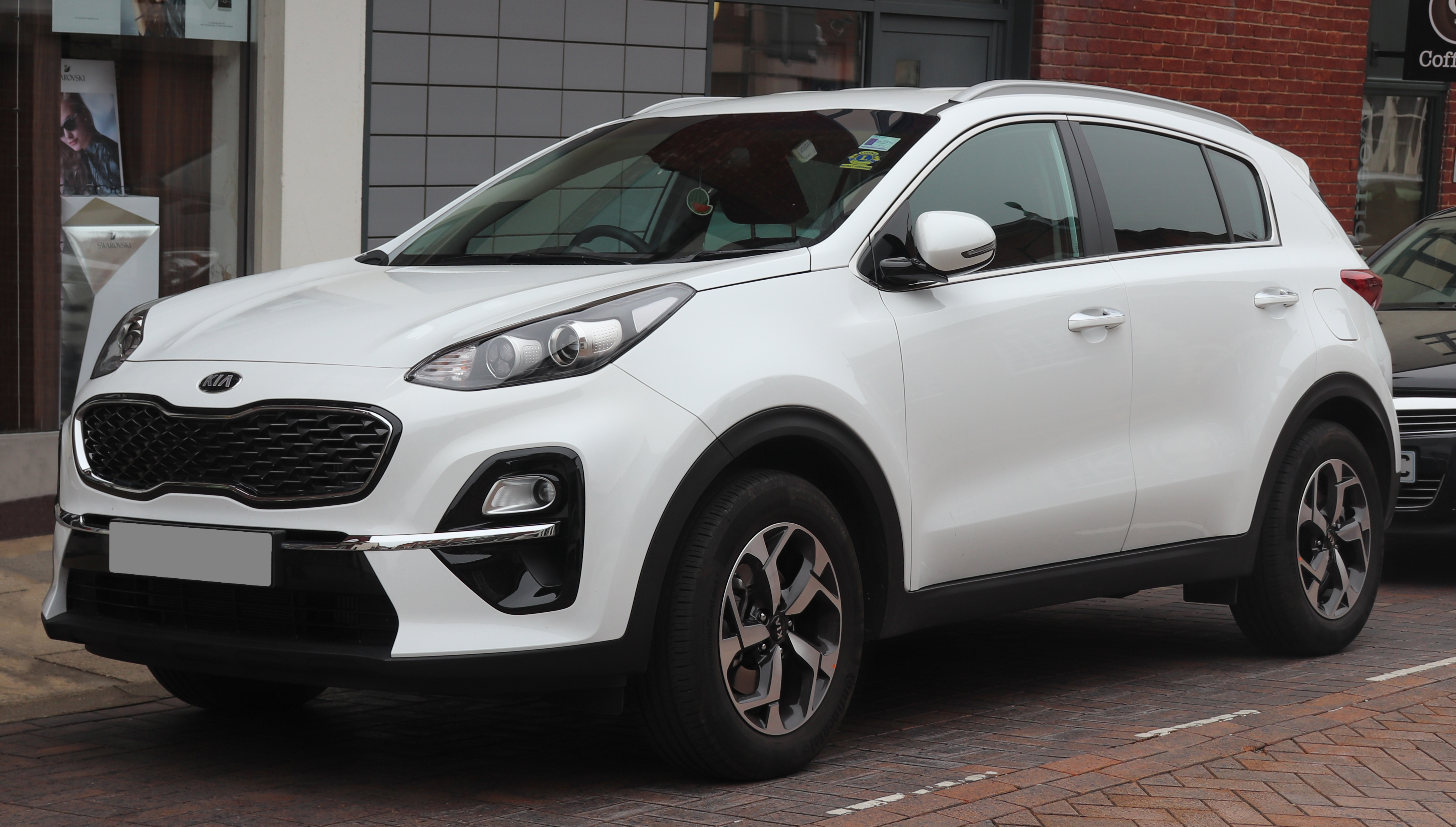
Facelift
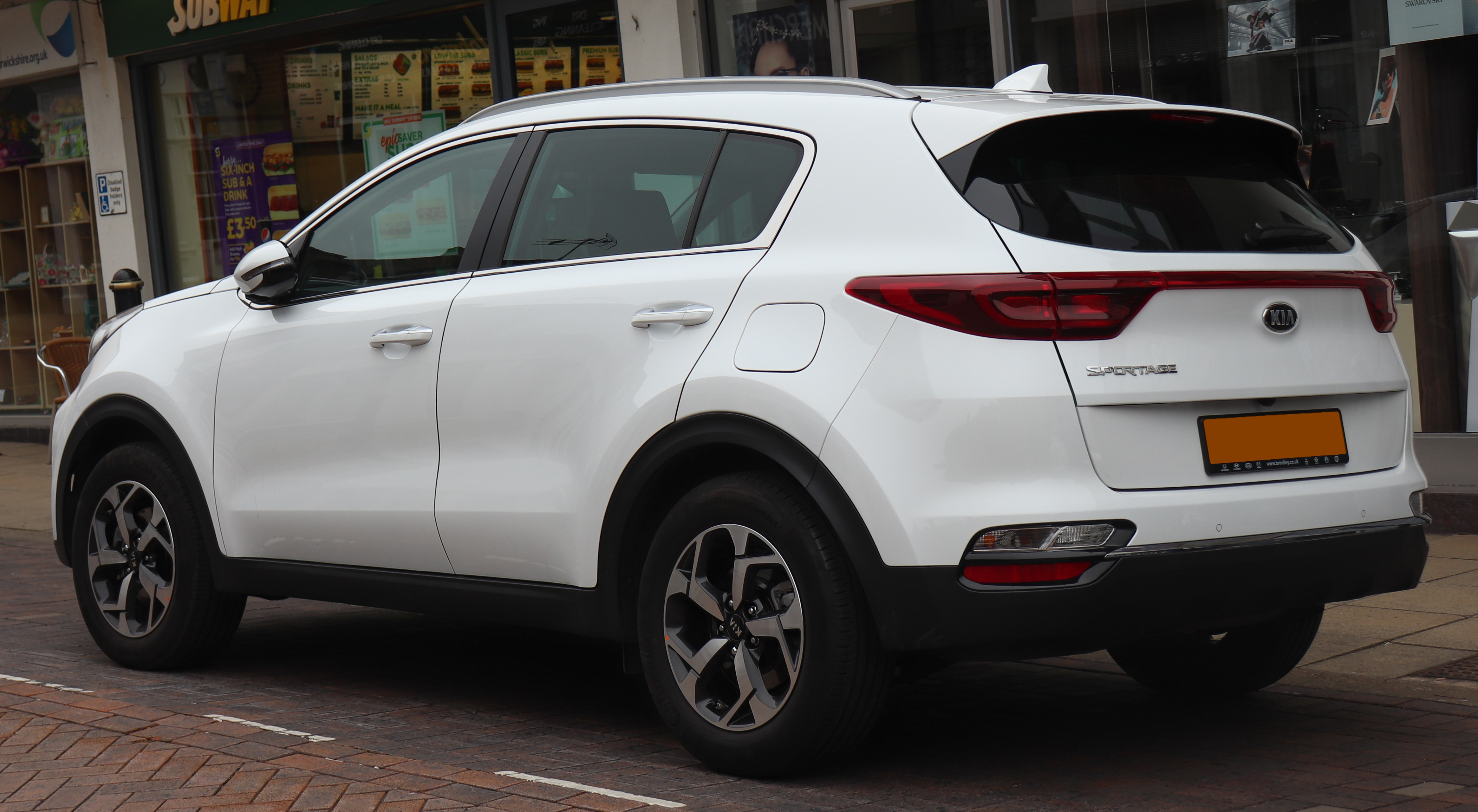
Facelift
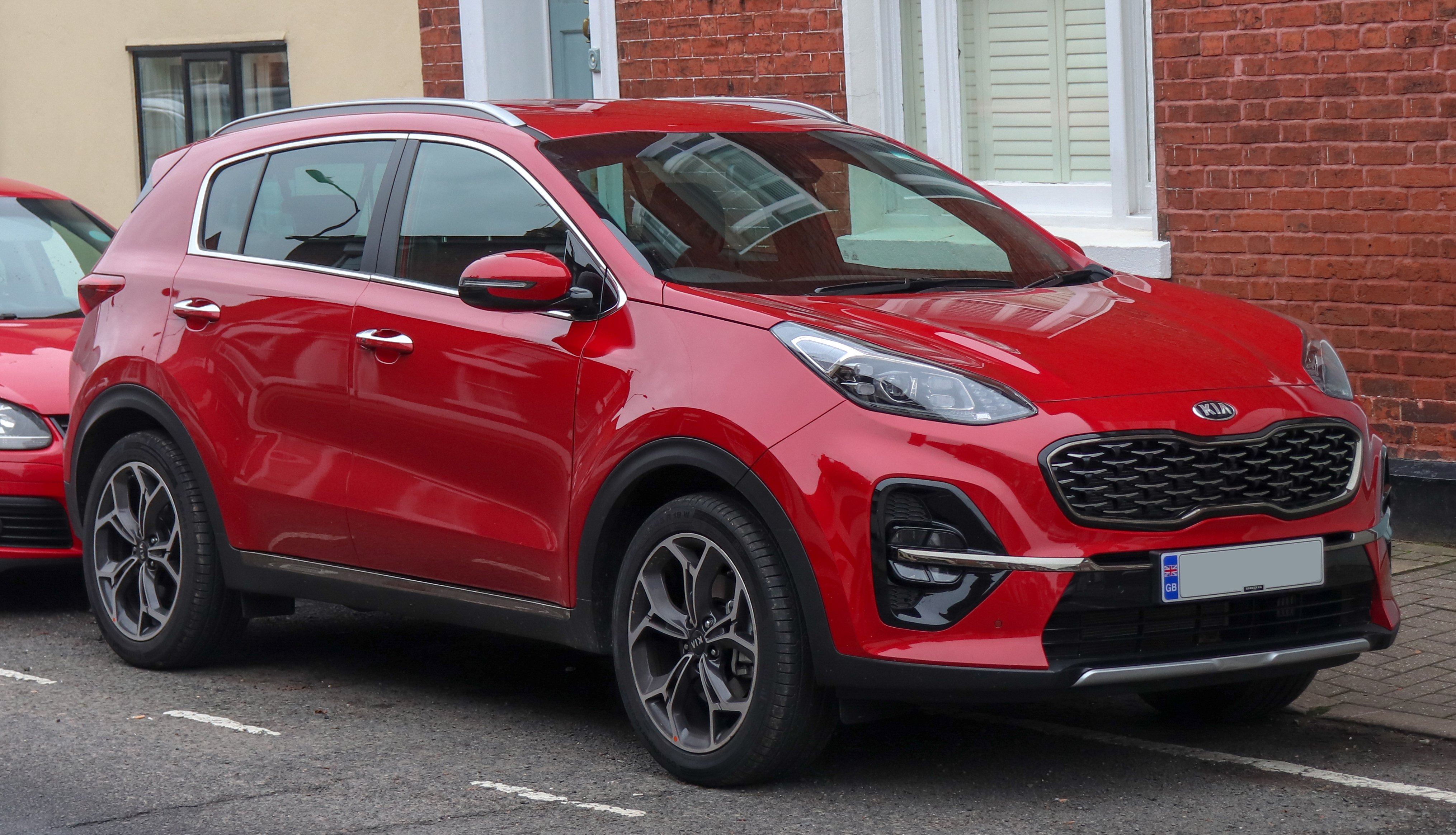
GT-Line

## Vijfde generatie (NQ; 2021 - heden)
De vijfde generatie werd op 8 juni 2021 gepresenteerd aan het grote publiek.
In Nederland is de Sportage alleen te verkrijgen met een 1,6 liter benzinemotor, waarbij er drie varianten beschikbaar zijn: een mild hybride, een hybride (1,49 kWh) en een plug-inhybride (13,8 kWh). Alleen bij het mild hybride model is een handgeschakelde auto leverbaar. In de hybride en plug-inhybride modellen is er sprake van een automaat die te bedienen is met een draaiknop.
Wat uitrustingsniveau betreft is de Mild hybride alleen verkrijgbaar in de uitvoeringen ComfortLine en DynamicLine. De hybride en de plug-in hybride zijn verkrijgbaar in de uitvoeringen DynamicLine, Dynamic Plusline, GT-Line en GT-PlusLine.

## Verkopen
Vanaf 2016 is de Kia Sportage het best verkopende model van Kia
| Jaar | Europa  | Turkije | Zuid-Korea | USA     | Mexico | China    | China      | China  | Wereldwijd |
| Jaar | Europa  | Turkije | Zuid-Korea | USA     | Mexico | Sportage | Sportage R | KX5    | Wereldwijd |
| ---- | ------- | ------- | ---------- | ------- | ------ | -------- | ---------- | ------ | ---------- |
| 1998 | 5.830   |         |            | 28.582  |        |          |            |        |            |
| 1999 | 13.133  |         |            | 52.383  |        |          |            |        |            |
| 2000 | 18.320  |         | 2.506      | 62.350  |        |          |            |        |            |
| 2001 | 13.508  |         | 2.922      | 52.369  |        |          |            |        |            |
| 2002 | 5.820   |         | 1.399      | 39.436  |        |          |            |        |            |
| 2003 | 2.913   |         | 0          | 5.616   |        |          |            |        |            |
| 2004 | 1.394   |         | 27.559     | 121     |        |          |            |        |            |
| 2005 | 38.631  |         | 57.031     | 29.009  |        |          |            |        |            |
| 2006 | 32.147  |         | 35.867     | 37.071  |        |          |            |        |            |
| 2007 | 32.076  |         | 32.563     | 49.393  |        | 5.713    |            |        |            |
| 2008 | 26.372  |         | 23.974     | 32.754  |        | 32.500   |            |        |            |
| 2009 | 22.687  |         | 27.874     | 42.509  |        | 43.828   |            |        |            |
| 2010 | 29.219  |         | 44.770     | 23.873  |        | 67.740   | 11.713     |        |            |
| 2011 | 67.623  |         | 52.018     | 47.463  |        | 44.754   | 64.341     |        |            |
| 2012 | 83.023  |         | 43.993     | 36.357  |        | 41.182   | 75.969     |        | 359.742    |
| 2013 | 90.342  |         | 29.168     | 32.965  |        | 44.952   | 88.285     |        |            |
| 2014 | 96.556  |         | 47.729     | 42.945  |        | 40.474   | 96.472     |        |            |
| 2015 | 104.984 |         | 52.748     | 53.739  | 5.875  | 29.461   | 81.522     |        | 399.969    |
| 2016 | 138.218 |         | 49.877     | 81.066  | 18.772 | 9.302    | 78.176     | 62.254 | 515.067    |
| 2017 | 129.595 |         | 42.232     | 72.824  | 20.178 |          | 32.514     | 20.641 |            |
| 2018 | 121.197 |         | 37.373     | 82.823  | 18.864 | 13.873   | 75.180     | 5.951  | 501.367    |
| 2019 | 110.514 |         | 28.271     | 89.278  | 15.876 |          | 85.708     | 8.703  |            |
| 2020 | 69.016  |         | 18.425     | 84.343  | 8.168  |          | 68.750     | 11.285 | 366.929    |
| 2021 | 85.509  |         | 39.762     | 94.601  | 8.372  |          | 31.751     | 2.445  |            |
| 2022 | 140.327 | 3.404   | 55.394     | 125.245 | 1.975  |          |            |        |            |

- Europe: 2020 EU 27 + UK + Switzerland + Norway + Iceland

Huidige modellen Europa:
Ceed ·
EV3 ·
EV4 · 
EV5 · 
EV6 ·
EV9 ·
Niro ·
Niro EV ·
Picanto ·
PV5 ·
Sorento ·
Sportage ·
Stonic
Overige modellen internationaal:
Bongo ·
Borrego ·
Cadenza ·
Carnival ·
Forte ·
K2 ·
Optima ·
Quoris ·
Ray ·
Soul
Uit productie:
Avella ·
Besta ·
Pregio ·
Carens ·
Cerato ·
Clarus ·
Joice ·
Magentis ·
Opirus ·
Pride ·
Retona ·
Rio ·
Roadster ·
Mentor ·
Sephia ·
Shuma ·
Stinger ·
Venga